# Barra de Guabiraba
Barra de Guabiraba är en kommun i Brasilien.   Den ligger i delstaten Pernambuco, i den östra delen av landet, 1 600 km nordost om huvudstaden Brasília. Antalet invånare är 12 765.
Följande samhällen finns i Barra de Guabiraba:
- Guabiraba

Omgivningarna runt Barra de Guabiraba är en mosaik av jordbruksmark och naturlig växtlighet. Runt Barra de Guabiraba är det ganska tätbefolkat, med 93 invånare per kvadratkilometer.